# Amblynotus
- Commons
- Wikispecies

Amblynotus (A. DC.) I. M. Johnst.  é um gênero de plantas pertencente à família Boraginaceae.

## Espécies
Apresenta quatro espécies:
- Amblynotus chinganicus
- Amblynotus dauricus
- Amblynotus obovatus
- Amblynotus rupestris